# Юдін Давид Беркович
Давид Беркович (Борисович) Юдін (21 травня 1919, Катеринослав — 8 лютого 2006, Москва) — радянський і російський математик, спеціаліст із математичного програмування, теорії управління, теорії прийняття рішень, теорії надійності, математичних методів в економіці.

## Біографія
Давид Беркович Юдін народився 21 травня 1919 року в Катеринославі. Батьки — Шолом-Бер Давидович Юдін (?-1952) і Сара Симхівна Юдіна (?-1942). Мати, сестри Фріда та Ольга, і брат Михайло загинули в 1942 році.
Під час навчання у школі часто брав участь у міських, обласних та республіканських математичних олімпіадах, і щоразу потрапляв до переможців. 1936 року, після закінчення 10 класу (за 9 років), був без іспитів зарахований на перший курс механіко-математичного факультету Дніпропетровського університету. Закінчив Дніпропетровський університет у 1941 році.
Із липня 1941 року Д. Б. Юдін — учасник Німецько-радянської війни. У 1942 році вступив до ВКП(б). Демобілізувався 1945 року у званні інженер-полковника. 1948 року захистив у НДІ-5 ГАУ дисертацію на здобуття наукового ступеня кандидата технічних наук, а 1957 року в Академії ім. Фрунзе дисертацію на здобуття наукового ступеня доктора технічних наук.
Упродовж кількох років Д. Б. Юдін консультував Держплан СРСР. 1962 року він здобув звання професора. Понад 35 років (із 1962 року) був професором кафедри математичних методів аналізу економіки економічного факультету МДУ. Із 1994 року — професор Вищої школи економіки.
Д. Б. Юдін — один з авторів методу еліпсоїдів (1976). У низці публікацій він застосовував цей метод для розв'язання задач нелінійного програмування. Пізніше з урахуванням цього Л. Г. Хачіян розробив метод розв'язання задачі лінійного програмування, що має поліноміальну складність.
Д. Б. Юдін опублікував 18 монографій із різних розділів математичного програмування, із теорії та методів прийняття рішень, і понад 200 наукових праць.
Похований на Востряківському цвинтарі.

## Звання та нагороди
Д. Б. Юдін нагороджений двома орденами та 16 медалями.
У 1982 році Міжнародним товариством з математичного програмування та Американським математичним товариством А. С. Немировському, Л. Г. Хачіяну та Д. Б. Юдіну присвоєно премію Фалкерсона з дискретної математики.
1993 року Д. Б. Юдіну було надано звання «Заслужений діяч науки і техніки РРФСР».
1994 року Д. Б. Юдін був обраний дійсним членом Нью-Йоркської академії наук.

## Основні праці

### Монографії
- Юдин Д. Б., Гольштейн Є. Г. Задачи и методы линейного программирования. — М.: Советское радио, 1961. — 492 с.
- Гольштейн E. Г., Юдин Д. Б. Новые направления в линейном программировании. — М.: Советское радио, 1966.
- Юдин Д. Б., Гольштейн Е. Г. Линейное программирование. Теория, методы и приложения. 2-е изд. — М.: Изд-во «УРСС», 2012. — 424 с. — ISBN 978-5-396-00262-3
- Юдин Д. Б. Математические методы управления в условиях неполной информации: задачи и методы стохастического программирования. — М.: Советское радио, 1974. — 400 с.
- Немировский А. С., Юдин Д. Б. Сложность задач и эффективность методов оптимизации. — М.: Наука, 1979. — 384 с.
- Юдин Д. Б., Юдин А. Д. Экстремальные модели в экономике. — М.: Экономика, 1979.

### Статті в наукових журналах
- Иоффе А. Д., Юдин Д. Б. О некоторых нелинейных задачах стохастического программирования // Журнал вычислительной математики и математической физики, 1970, 10:1, 158—171.
- Юдин Д. Б., Немировский А. С. Информационная сложность и эффективные методы решения выпуклых экстремальных задач // Экономика и математические методы. — 1976. — Вып. 2. — С. 357—369.
- Немировский А. С., Юдин Д. Б. Методы оптимизации, адаптивные к «существенной» размерности задачи // Автоматика і телемеханіка, 1977, № 4, 75—87.
- Немировский А. С., Юдин Д. Б. Эффективные методы решения задач выпуклого программирования большой размерности // Экономика и математические методы, 1979, № 2, с. 135—152.
- Шоломов Л. А., Юдин Д. Б. Синтез многошаговых схем выбора // Автоматика и телемеханика, 1986, № 10, 115—126.
- Цой Э. В., Юдин Д. Б. Обобщенное выпуклое программирование // Автоматика и телемеханика, 1989, № 3, 44—55.